# 外廚一
長蛇座2，又名BD-03 2345，HD 71297、SAO 135916、HR 3321，是長蛇座的一颗恒星，视星等为5.59，位于銀經227.96，銀緯19.02，其B1900.0坐标为赤經8h 21m 27.4s，赤緯-3° 19.02′ 31″。